# ريتشل قاولد
ريتشل قاولد (بالإنجليزية: Rachel Gould)‏ هي عازفة الجاز ومغنية أمريكية، ولدت في 25 يونيو 1953 في كامدن في الولايات المتحدة.

## وصلات خارجية
- ريتشل قاولد على موقع IMDb (الإنجليزية)